# Alasdair MacIntyre
 Der er for få eller ingen kildehenvisninger i denne artikel, hvilket er et problem. Du kan hjælpe ved at angive troværdige kilder til de påstande, som fremføres i artiklen.

Alasdair MacIntyre (født 12. januar 1929, død 21. maj 2025) var en skotsk filosof, hovedsagligt kendt for sine moralfilosofiske og politiske teorier. MacIntyre kategoriseres oftest som kommunitarist.
MacIntyre skrev mange værker, men han er overvejende kendt for sit moralfilosofiske hovedværk Efter Dyden (en).
MacIntyre gjorde op med, stort set, al filosofisk tænkning siden Oplysningen, og forsøgte at fremme en genindførelse af de 'aristoteliske dyder'. 
Inspireret af Marx (og følgelig Hegel) anvendte MacIntyre dialektisk metode, til at belyse den moralfilosofiske, historiske udvikling som han mente, har skabt uforenelige kløfter mellem de forskellige filosofiske skoler. Ifølge MacIntyre selv prøvede han ikke, ligesom andre moderne filosoffer, at skabe en altbesejrende kompromisløsning, men blot at præsentere den hidtil bedste løsning.[kilde mangler]